# USNS Medgar Evers (T-AKE-13)
L'USNS Medgar Evers (T-AKE-13) est un vraquier de la classe Lewis and Clark lancé en 2011 pour l'United States Navy.

## Conception

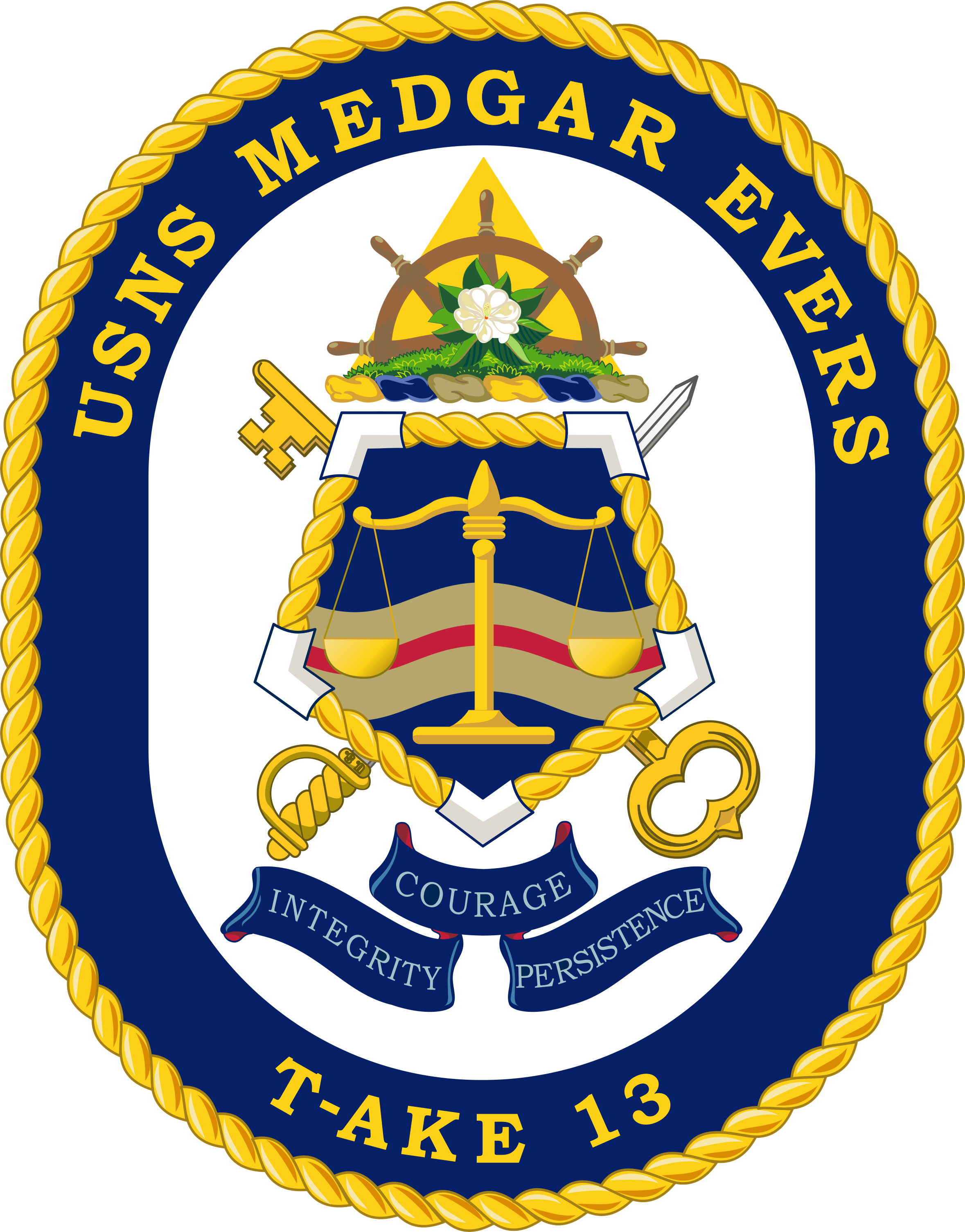
Emblème du navire.

Le navire est nommé d'après le militant des droits civiques Medgar Evers. L'annonce a été faite en octobre 2009 par le secrétaire à la Marine des États-Unis et ancien gouverneur du Mississippi — État d'origine d'Evers — Ray Mabus. Le navire est baptisé par Myrlie Evers-Williams, la veuve du militant le 12 novembre 2011.